# Olympische Sommerspiele 1952/Teilnehmer (Hongkong)
| Gelbes Symbol für Goldmedaillen mit stilisierten Olympischen Ringen | Graues Symbol für Silbermedaillen mit stilisierten Olympischen Ringen | Braundes Symbol für Bronzemedaillen mit stilisierten Olympischen Ringen |
| ------------------------------------------------------------------- | --------------------------------------------------------------------- | ----------------------------------------------------------------------- |
| —                                                                   | —                                                                     | —                                                                       |

Hongkong, damals noch britische Kronkolonie, nahm bei den Olympischen Sommerspielen 1952 in der finnischen Hauptstadt Helsinki zum ersten Mal an Olympischen Sommerspielen teil.
Die jüngste Teilnehmerin war Cynthia Eager mit 15 Jahren und 245 Tagen. Francisco Monteiro war mit 26 Jahren und 179 Tagen der älteste Athlet aus Hongkong.

## Teilnehmer nach Sportart
Es starteten je zwei Schwimmer und Schwimmerinnen für Hongkong in insgesamt sechs Bewerben.

### Schwimmen

#### Männer
100 m Freistil
- Cheung Kin Man
Vorläufe: in Lauf 3 (Rang 5) mit 1:00,3 min für die Halbfinalläufe qualifiziert
Halbfinale: in Lauf 2 (Rang 8) mit 1:00,9 min nicht für das Finale qualifiziert

- Francisco Monteiro
Vorläufe: in Lauf 2 (Rang 5) mit 1:03,1 min nicht für die Halbfinalläufe qualifiziert

400 m Freistil
- Cheung Kin Man
Vorläufe: in Lauf 4 (Rang 6) mit 5:11,4 min nicht für die Halbfinalläufe qualifiziert

- Francisco Monteiro
Vorläufe: in Lauf 2 (Rang 6) mit 5:21,6 min nicht für die Halbfinalläufe qualifiziert

1500 m Freistil
- Cheung Kin Man
Vorläufe: in Lauf 4 (Rang 6) mit 20:50,2 min nicht für das Finale qualifiziert

- Francisco Monteiro
Vorläufe: in Lauf 3 (Rang 6) mit 22:26, min nicht für das Finale qualifiziert

#### Frauen
100 m Freistil
- Cynthia Eager
Vorläufe: in Lauf 1 (Rang 7) mit 1:16,8 min nicht für die Halbfinalläufe qualifiziert

400 m Freistil
- Cynthia Eager
Vorläufe: in Lauf 3 (Rang 7) mit 5:55,8 min nicht für die Halbfinalläufe qualifiziert

200 m Brust
- Irene Kwok
Vorläufe: in Lauf 2 (Rang 6) mit 3:19,2 min nicht für die Halbfinalläufe qualifiziert